# Koneła
Koneła (ukr. Конела) – wieś na Ukrainie, w obwodzie czerkaskim, w rejonie humańskim. W 2001 roku liczyła 651 mieszkańców.
Prywatne miasto szlacheckie położone w województwie bracławskim. W 1627 roku należało do kasztelana krakowskiego Jerzego Zbaraskiego. W 1789 roku było własnością Kordyszowskich.